# 匍匐花荵
匍匐花荵（學名：Polemonium reptans）是花荵屬的一種開花植物，原產於北美洲東部。

## 生長
匍匐花荵是多年生的草本植物，可以長達50厘米高。葉子為羽狀複葉，長20厘米，有5-13小葉。花朵呈藍至紫色，長1.3厘米，花冠有五葉。

## 特徵
匍匐花荵根略苦及辛辣。它們可以用來治療咳嗽、普通感冒、支氣管炎、喉炎、結核、熱症及炎症等。現今的草藥醫術很少會處方匍匐花荵根。它們可以於秋天收取，曬乾來日後使用。

## 外部連結
- Missouri plants